# Kancheepuram (huyện)
Huyện Kancheepuram là một huyện thuộc bang Tamil Nadu, Ấn Độ. Thủ phủ huyện Kancheepuram đóng ở Kancheepuram. Huyện Kancheepuram có diện tích 4433 ki lô mét vuông. Đến thời điểm năm 2001, huyện Kancheepuram có dân số 2869920 người.